# Anthicus margaritae
Anthicus margaritae es una especie de coleóptero de la familia Anthicidae.

## Distribución geográfica
Habita en Venezuela.